# Registro (órgano)

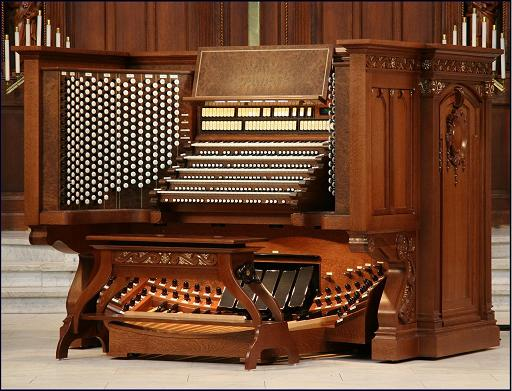
Los registros se activan con los botones blancos que hay a los lados del teclado. Consola del órgano de 522 registros: Naval Academy Chapel.

En el órgano, un registro es un mecanismo el cual le permite al organista abrir o cortar el ingreso de aire presurizado a un determinado juego de tubos al que se lo denomina rango, pero registro y rango no son sinónimos, ya que existen los registros compuestos que al accionarlos hacen sonar más de un rango, como es el caso de las diferentes mixturas y los registros ondulantes que accionan varios rangos desde un mismo control. Dependiendo del instrumento, el mecanismo puede ser mecánico, electroneumático o electrónico. Los registros del órgano son extremadamente variados. Algunos se encuentran en casi todos los instrumentos, otros son característicos de un periodo determinado. Unos pocos son piezas únicas. A veces un registro se distingue de otro sólo por su nombre, pero también sucede que dos registros con el mismo nombre suenan completamente diferente.

## Descripción

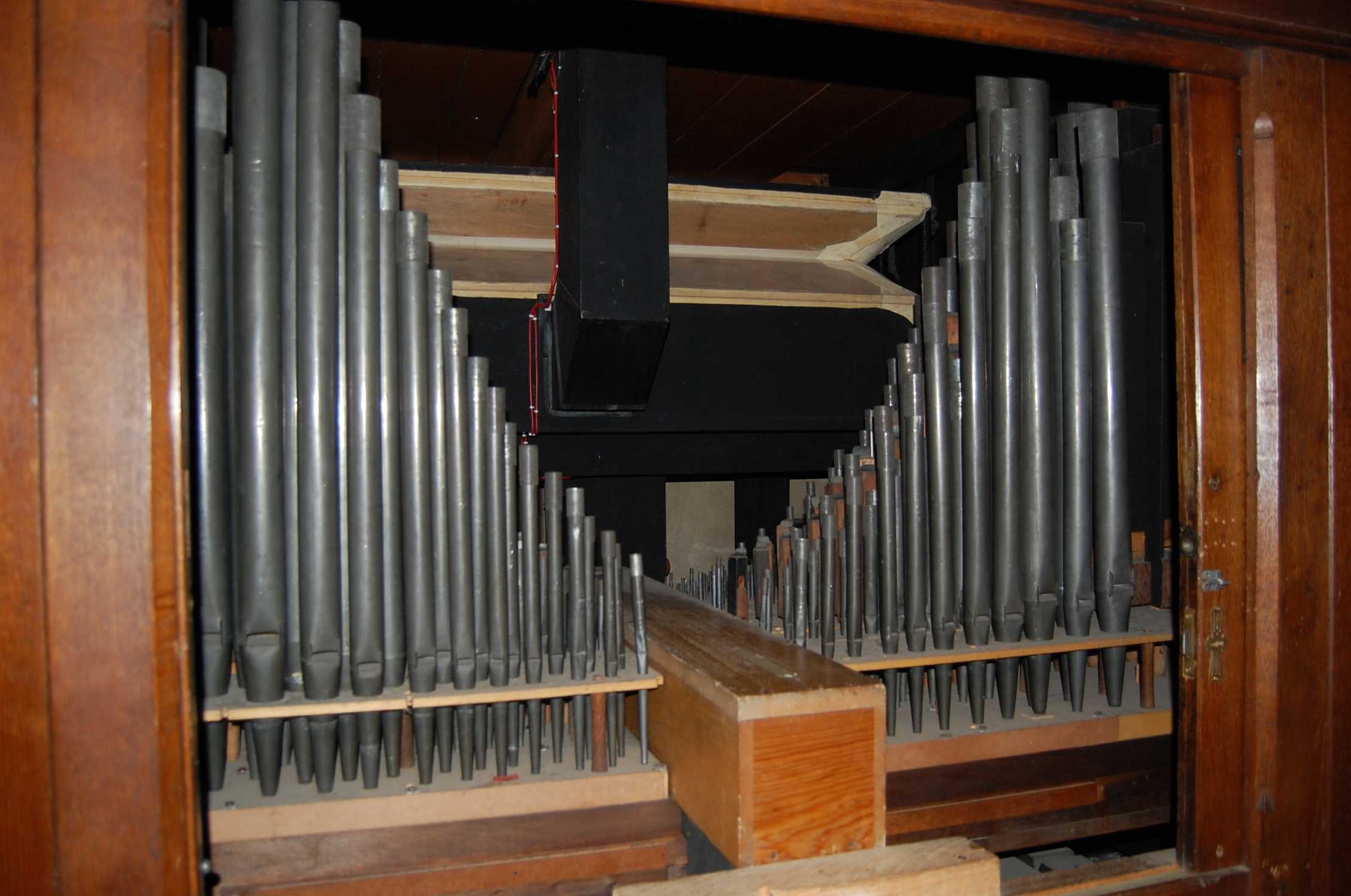
Registro de tubos de labio tapados ordenados del más grave al más agudo.

La tesitura del órgano es inusualmente amplia para un solo instrumento. Se han construido órganos con tubos que suenan dos octavas por debajo del Do más grave del teclado de un piano, sonando más grave de lo que el oído humano puede percibir dentro del espectro audible. Asimismo, el órgano tiene registros que suenan en el rango más agudo del teclado del piano, lo que le da a este instrumento un rango tonal más amplio que el de una orquesta sinfónica. Los registros del órgano son extremadamente variados. Algunos se encuentran en casi todos los instrumentos, otros son característicos de un periodo determinado. Unos pocos son piezas únicas. A veces un registro se distingue de otro sólo por su nombre, pero también sucede que dos registros con el mismo nombre suenan completamente diferente. Es muy difícil predecir lo que sonará con solo mirar el nombre del registro.
El primer sistema de clasificación de altura que encontrará un organista es el asociado con las registros, que generalmente se identifican con un nombre y un número arábigo. Mientras que el nombre indica el timbre del sonido, el número indica la altura de su nota más grave. Este es un sistema de identificación exclusivo del órgano, y debe aprenderse para que un organista comprenda plenamente las implicaciones de los nombres de los registros de cualquier órgano. El número arábigo que forma parte del nombre de la mayoría de los registros de un órgano, por ejemplo Piccolo 2', hace referencia a la altura en un sistema físico y exclusivo del órgano. El número más común es 8' y se pronuncia "ocho pies", empleando un pie de 32,43 centímetros. Esto se refiere a la longitud del tubo de la nota más baja o grave en ese rango, que es de aproximadamente ocho pies o 2,4 metros. Un registro que suena una octava más alto está en un tono de 4', y uno que suena dos octavas más alto está en un tono de 2'. Del mismo modo, un registro que suena una octava más bajo que el unísono está en un tono de 16', y uno que suena dos octavas más bajo está en un tono de 32', a mayor longitud, la nota resultante será más grave. Los registros de diferentes niveles de altura están diseñados para ser tocados simultáneamente. El resto del rango de 8' estará compuesto por tubos progresivamente más cortos, lo que produce una escala cromática para las 61 o 32 notas. Un registro de 8' puede considerarse la altura normal para los registros de órgano.
Por lo general, los tubos de un rango determinado estarán hechos del mismo material y construidos de forma similar. Un rango determinado estaría compuestos de tubos de madera tapados, o por  tubos de metal abiertos, o por de lengüeta con resonadores metálicos cónicos, dependiendo el caso. Las excepciones a este principio se da en casos en los que un diseño de tubo particular podría no ser apropiado para un registro específico dentro del propio rango. Aunque un rango contiene todos los tubos necesarios para tocar la tesitura completa del teclado asociado, los tubos individuales de un rango no siempre se colocan en el orden del teclado ni en línea recta. En el caso de tubos más grandes, pueden colocarse en una línea escalonada para evitar que todo el rango ocupe demasiado espacio. Cuando no se sigue el orden cromático para ordenar un rango, existen varias posibilidades. Una de las más comunes es colocar el primer tubo en el centro y disponer el resto de la fila alternadamente a izquierda y derecha del tubo central. Se organizan así de tal forma que se obtiene una forma piramidal, con todos los tubos de un lado formando una escala de tonos enteros en Do, y los del otro lado una escala de tonos enteros en Do#. Es común referirse a los dos lados de las filas así dispuestas como el "lado de Do" y el "lado de Do#".
Cada registro suele controlar un rango de tubos, aunque las mixturas y los registros ondulantes, como la Voix céleste, controlan varios rangos. El nombre del registro refleja no solo el timbre y la construcción del registro, sino también el estilo del órgano en el que se encuentra. Por ejemplo, los nombres de los registros de un órgano construido en el estilo barroco del norte de Alemania, por lo general se derivarán del idioma alemán, mientras que los nombres de registros similares en un órgano de estilo romántico francés generalmente serán franceses. La mayoría de los países tienden a usar solo sus propios idiomas para la nomenclatura de los registros. Los nombres de los registros no están estandarizados: dos registros idénticos de diferentes órganos pueden tener nombres diferentes.
Como el órgano es un instrumento de varios siglos de historia, cuya construcción ha cambiado con el tiempo, existen varios tipos de registros. Sin embargo la mayoría de ellos se pueden agrupar en ciertas categorías.

## Clasificación
- -     - Registros de labio:

  - Founds:
  - Registros de escala "media": diapasones.
  - Registros de escala "ancha": flautas y tubos tapados.
  - Registros de escala "estrecha": cuerdas.

- -     - Registros compuestos:

  - Mutaciones.
  - Mixturas.

- -     - Registros de lengüetas.

### Principales o diapasón
Los principales o diapasón son el registro principal del órgano, y pueden ser Front pipes, principal, prestant, fifteenth, doublette, sifflet o contrabass. En francés se suele llamarse "montre". Normalmente es habitual verlos en la fachada del instrumento. Aunque hay una gran variedad de ellos en varias tradiciones de construcción de órganos, generalmente el sonido de estos registros es firme y claro. Son usados para acompañar el canto congregacional en la interpretación de himnos. Es habitual emplear varios registros principales de diferentes niveles de altura (16', 8', 4', 2', y mixturas) para formar el registro de Organo Pleno o el Principal Chorus. Este uso de los principales es una forma estándar de registrar composiciones barrocas que no se basan en una melodía coral preexistente como pueden ser preludios, fugas, fantasías, toccatas, ciacconas o passacaglias. Muchas de las obras corales también se pueden tocar con registros principales solistas o con varias combinaciones de ellos. A veces a los registros de diapasón se les llama "flautas", algo que resulta confuso. Los diapasones suelen estar presentes en varias alturas: en 8', en 4', en la octava superior de la anterior, y en ese caso, se le suele llamar "Prestant". En 2', una octava más alta. Se encuentra entonces en la decimoquinta de la 8', por lo que se llama "fifteenth" o "doublette". En 1', una octava más alta. En Francia se le llama "Sifflet" y mide 16', una octava más grave que el 8'. Suele ubicarse en el pedal del órgano. Un diapasón manual (abierto) de 16' es característico de los grandes órganos, por lo que se le llama "órgano de 16 pies". En Francia, se le suele llamar "Contrebasse". Incluso en 32', una octava más grave que el 16'. A menudo se coloca en el teclado great de los órganos clásicos franceses, pero hoy en día casi solo se encuentra en el pedal de los grandes instrumentos. En los instrumentos grandes, la mayoría de las veces estos registros están construidos de metal, pero en algunos órganos son madera. Por lo general están hechos de estaño, mientras que los principales interiores tienen un gran porcentaje de plomo.

### Flautas
Los registros del tipo flauta imitan a la familia de las flautas, como la flauta dulce, flauta de orquesta, flautín, entre otros. Pueden denominarse como quarte de nasard, flageolet, piccoloflûte creuse y Hohlfloete. Su construcción puede ser tanto de metal rico en plomo como de madera. El diámetro de estos tubos suele ser mayor que los registros principales, lo que produce que su sonido sea más cálido y redondo. Los tubos de flautas pueden tener diversos tipos de construcción dependiendo el registro específico, ya que existen tubos de flauta abiertos, tapados, flautas de chimenea o de forma cónica, entres otros tipos. La morfología del tubo marca una gran diferencia en el sonido. Son empleadas para la interpretación de obras líricas. Las piezas de carácter lúdico se suelen tocar de manera efectiva utilizando varias combinaciones de flautas, incluso registros con agujeros, como las flautas de 8' y 2'. Al igual que los principales, las flautas se pueden utilizar sin la base de 8'. A menudo, los bourdones se consideran "registros de flauta". Sin embargo, una flauta real está abierta en la parte superior, mientras que un bourdón estará tapado. A veces, se utilizan las palabras "flûte creuse" y "Hohlfloete" para especificar que la flauta es abierta. Exiten varios tipos de registros de flautas. En 8' a veces se lo puede encontrar como "flûte majeure" (flauta mayor), a diferencia del "flûte menor", que es el 4' del coro. En 16', suena una octava más grave que en 8'. Es menos frecuente, ya que los tubos tapados son más suaves y menos voluminosos, excepto en el pedal, donde produce un excelente sonido de fondo para toda la obra. En 4', suena una octava más aguda que en 8'. En 2', en este caso, se le suele llamar "quarte de nasard" (cuarta de nasard), porque es una cuarta más aguda que el registro de mutación llamado nasard. En el Romanticismo, la flauta de 2' se llamaba "flageolet" (flautín). En 1', también una octava más aguda, se le suele llamar "piccolo". Sin embargo, para algunos organeros, un "piccolo" es un registro de diapasón. La mayoría de los registros de mutación se construyen con tubos de flauta. El registro de corneta también se construye con tubos de flauta. Este registro fue muy empleado durante el período romántico.

### Cuerdas
Las cuerdas imitan a los instrumentos tales como el violín, la viola, el violonchelo, el contrabajo o incluso la viola da gamba, un instrumento muy empleado durante el período barroco, y se las puede encontrar como Gambe, salicional, quintaton, cello, voix céleste, aéoline, gemshorn, dulciana, fugara y dolce. Para dar armónicos al sonido del órgano, el siglo XIX buscó una vía distinta a la del "período clásico" (síntesis de armónicos mediante mutaciones y mixturas). Si bien el órgano romántico y sinfónico prefirió eliminar las tierces y los cimbales brillantes y agudos, prefirió dar timbre a los registros de trémolo construyéndolos con un diámetro menor. Los tubos con una escala tan estrecha se denominan "cuerdas", ya que están diseñados para imitar el sonido de los instrumentos de cuerda, especialmente durante el ataque. El registro de cuerda principal se llama gamba o "viole de gambe". Cuando se utiliza una escala a medio camino entre el diapasón y la gamba (por lo tanto, con un carácter menos acentuado), se denomina "salicional". Este registro ha sido muy popular, incluso en instrumentos pequeños. Los registros tapados de cuerdas se los conoce como "quintatón", ya que la quinta del sonido fundamental está muy presente. Las cuerdas también se construyen en 4', un salicional de 4' a menudo se llama salicet. Conocido como violonchelo ("Violoncelle") en el pedal, se utiliza para añadir un toque de orquesta de cuerdas. Los tubos de estos registros tienen un diámetro mucho más pequeño que un registro principal, por lo que su sonido es suave y estrecho. Las cuerdas se construyen más comúnmente de madera, pero también puede haber de metal. Son especialmente importantes para la interpretación de la música de órgano romántica lenta, meditativa y suave, como pueden ser los movimientos Adagio o Priere, si es que el órgano tiene varios registros de cuerdas, como viola, salicional, gamba y otros. También es muy común utilizar el sonido del registro de la Voix celeste junto con las cuerdas. Debido a que los registros de Voix celeste están afinados un poco más agudos (a veces incluso afinado un poco más bajos), la combinación produce un sonido ondulante en combinación con las cuerdas de 8'. Este sonido es similar al efecto del trémolo. La Voix celeste es conocida como "Schwebung" y "unda maris", en ocasiones cuando la ondulación resultante es grave. El "gemshorn" es de forma cónica, siendo más estrecho en el extremo superior. Su sonido es discreto, a veces muy suave, se suele considerar parte de los registros de la flauta. La "dulciana", es un tubo estrecho, siendo la cuerda más suave. Por la misma razón, a veces se le llama "flauto dolce" o "dolce". La fugara es muy estrecha, pero de forma cilíndrica. A veces, solo se denomina así al salicional. Estos tubos estrechos suelen construirse con estaño. Son difíciles de construir, ya que la boca, muy grande en comparación con el diámetro del tubo, si bien produce armónicos agradables, también tiene un ataque difuso. Las cuerdas no suelen ser registros solistas y suenan mejor en el bajo. Para lograr un mejor ataque, se suele colocar un pequeño rollo redondo de madera o metal delante de la boca, a esto se lo denomina barba de tubo o puente armónico.

### Lengüetas

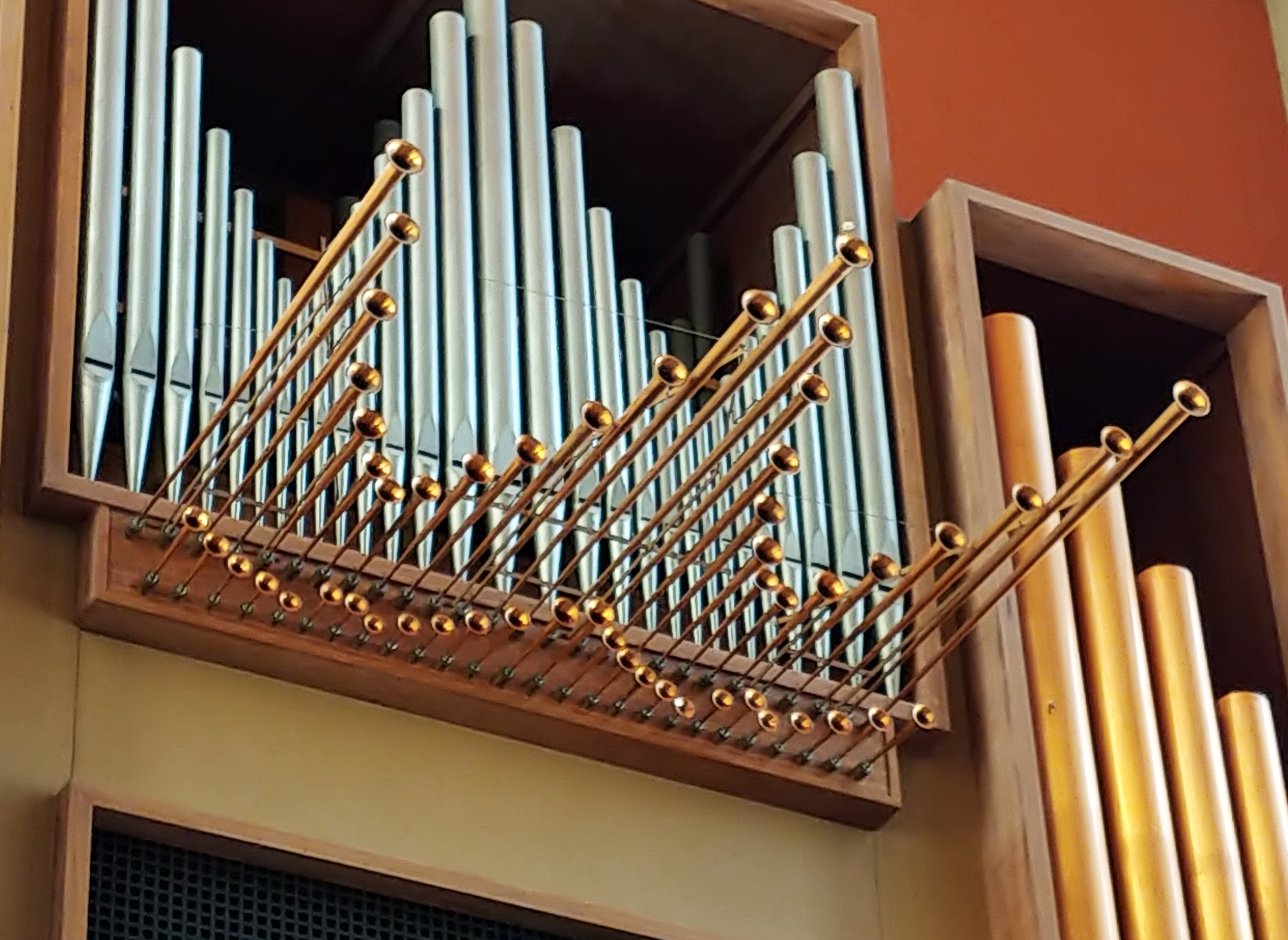
Registros de lengüetas Tromba 8' dispuestos de forma horizontal en la fachada del instrumento, a esta disposición se la conce como "chamade".

Los tubos de lengüeta tienen una construcción muy diferentes a los citados anteriormente. En el pie del tubo, el aire a presión debe atravesar una pieza semicilíndrica llamada chalote y una lengüeta (generalmente de latón). La lengüeta vibra, y la altura del sonido producido depende de la longitud de la pieza libre y de su elasticidad, es decir, su grosor y el tipo de material utilizado. El color del sonido producido como su riqueza de armónicos, depende de la forma, el grosor y el material de la lengüeta, pero también de la forma y la longitud del tubo superior, que actúa y se llama, resonador. Este resonador ayuda a la lengüeta a mantener su altura y selecciona los armónicos del sonido que se emite. En un tubo de lengüeta, el cuerpo solo funciona como resonador y no fija la frecuencia del sonido. Es posible construir un tubo de lengüeta que toque a la altura normal de 8', pero con resonadores de solo la mitad de la longitud normal, es decir, la mitad del tubo de labio que produce la misma nota.
La trompeta (trompette o Trompete) es un registro de lengüeta cuyos tubos resonadores son cónicos, siendo la parte superior más ancha. Su longitud es la misma que la de los tubos de labio que producen la misma nota, cuando un tubo de lengüeta tiene tal características se dice que su longitud es «normal». Suele haber más de una trompeta en un órgano, de diferentes alturas o ubicadas en diferentes manuales. Todas las trompetas se llaman en francés batterie, y a veces esta rotulada como Ophycleide. Las trompetas pueden ser de 8' o de 16', una octava más grave, en alemán se la conoce como Posaune. El registro suele llamarse bombarde. Es uno de los registros más fuertes del órgano.
Los tubos de este tipo no son usuales en 2', porque un tubo de lengüeta agudo es difícil de construir y no mantiene la afinación. Por esta razón, los tubos más pequeños de los registros de trompeta o clarín, suelen sustituirse por tubos de labio. En algunos órganos los registros de lengüeta se colocan de forma horizontal, en la fachada del órgano, debajo de los principales. El sonido es más directo y la afinación se mantiene mejor. Cuando la disposición de los tubos esta así, se dice que están en "chamade". En los órganos románticos y sinfónicos, las lengüetas se han construido con resonadores de doble longitud, y en ocasiones triple. Las trompetas o clarines con estos resonadores de doble longitud se denominan armónicos. Una trompeta se construye de madera o estaño.

### Armónicos
Armónicos son registros donde los tubos tienen una longitud doble, o veces triple, de la habitual. Durante el período romántico, y en especial el organero Cavaille-Coll, solían construir estos registros. Un ejemplo es una trompeta armónica que suena en la afinación "normal" de 8', como la trompeta habitual, pero sus tubos resonadores son los de una bombarda de 16', o un clarín armónico suena en la afinación de clarín 4', pero sus tubos resonadores son los de una trompeta de 8'. En las flautas armónicas, o "flûte traversière" o "flûte octaviante", que son normalmente registros de 8' (o 4'), la longitud de los tubos es el doble (excepto en la primera octava, la más baja). Para que no suenen una octava más baja (16' u 8'), se debe hacer un pequeño orificio en el tubo, a la mitad de su longitud. Este registro, de 2', con tubo de 4' de largo para el Do1, a menudo se denomina "octavina".

## Registros compuestos
Los registros compuestos no suelen tener una indicación de altura como parte de sus nombres. En cambio, un número romano indica el número de tubos que sonarán cuando se toque una tecla. Algunos constructores de órganos darán en el registro el número romano, y en algunos casos, un número arábigo que indica el tono más bajo que suena en ese registro. Por ejemplo, en el "2 Plein Jeu V" sonarían cinco tubos, y el tono más bajo que se escucharía en ese registro sería un registro de 2', es decir, dos octavas más alto que el tono normal de 8'. La mayoría de los registros compuestos incluyen alturas correspondientes a los fundamentales y armónicos de la serie armónica, pero no todos los registros compuestos incluyen todos las alturas posibles. Un tipo especial de registro compuesto, el céleste, no tiene ningún tubo que suene con armónicos de la fundamental.
Dado que no todos los organistas conocían la combinación adecuada de registros, los organeros solían adjuntar instrucciones, como en el órgano de Maihingen de Johann Martin Baumeister, quien añadió en su inscripción a la desafinada Cythara 8': mit der Flauten allein (en español: con el Flaut solo). Otra opción, la conexión de dos registros, fue implementada por Heinrich Trost en su órgano de Waltershausen, donde el registro de lengüeta Vox humana solo puede tocarse junto con el Hohlflöte 8'; solo o en otras combinaciones, el registro no tiene efecto.

### Mixturas

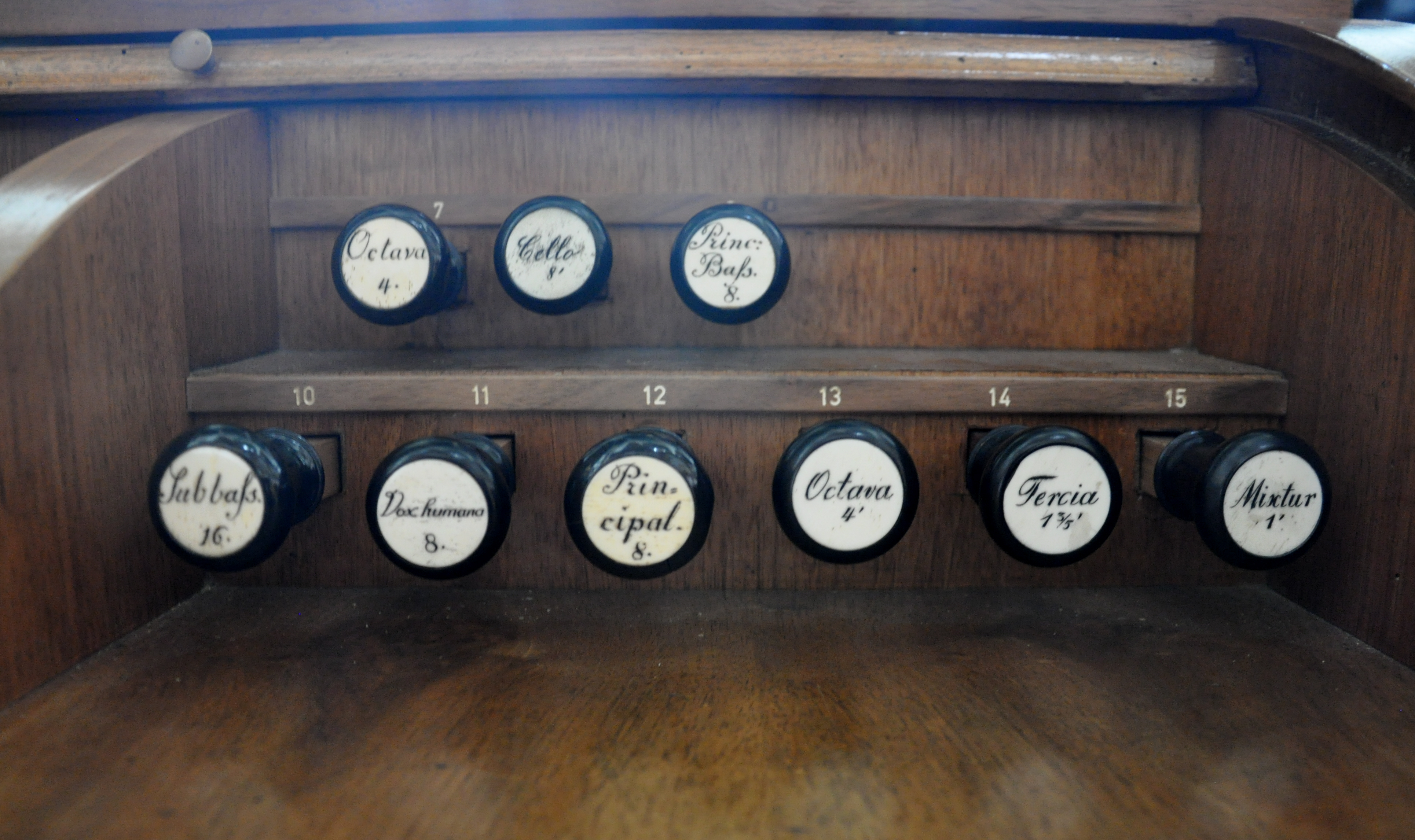
Tiradores de registro, se puede observar un Tercia 1 3/5" y una mixtura de 1".

Para crear diferentes colores sonoros, se producen diferentes armónicos. Un sonido musical es una mezcla de muchas notas: la fundamental, tomando como ejemplo la nota Do, que es también el primer armónico, pero también su octava (segundo armónico), la quinta por encima de esta octava (tercera), y muchas otras, siempre de tono más alto. Algunos registros de órgano se utilizan únicamente para producir armónicos deseados, y están construidos con tubos que producen este armónico como fundamental. Por ello estos tubos dan notas diferentes a las de la tecla que los hace sonar.
Las mixturas o mezclas, se tratan de registros constituidos por más de un rango de tono alto, lo que quiere decir, por cada tecla suena más de un tubo a la vez. Cada rango produce un tono en un armónico de la nota fundamental, que no forma parte del registro, por lo general una quinta u octava más alta. Esos registros nunca se tocan solos, ya que están afinados para ser un complemento de armónicos de los fundamentales. La mixtura más común es la "fourniture", de tres a siete rangos, que dan octavas y quintas a la fundamental. Se completa con el "platillo", o "mezcla de sostenidos", que no tiene nada que ver con un registro de percusión, sino que es un fourniture de tono alto. Las mixturas por lo general no se usan solas, ya que están afinados para ser un complemento de armónicos de los fundamentales.
Las mixturas presentan un problema en toda su extensión. Por lo general los rangos comienzan en un tono relativamente agudo, por ejemplo algunos rangos comienzan en un 1/2', una octava por encima del 1' principal, y por fines prácticos no es posible subir de tono infinitamente, ya que los tubos serían de pocos de milímetros de altura, imposibles de afinar y producirían un sonido casi inaudible, se recurre a bajar la nota más alta (sea una octava o quinta al nivel dado) a medida que la octava es más alta en el manual del órgano. A esto se lo llama braek (en español "ruptura"). 

### Mutaciones
Las mutaciones son aquellos registros cuya nomenclatura incluye números arábigos con fracciones, como por ejemplo 2 2/3', 1 3/5' o 1 1/3'. Cuando se acciona la tecla Do del registro 2 2/3' por ejemplo, sonará un Do más una octava y una quinta más altas. En cambio un registro de un 1 3/5' dará un Do más un Mi3, dos octavas y una quinta más altas. Los registros de mutación se combinan con un registro de 8' como un complemento para resaltar matices.

### Céleste
La cantidad y variedad de tubos en un órgano grande puede causar problemas de afinación. Si se emplean varios registros, al tocar una nota con un tubo desafinado, provocara una ondulación u oscilación en el sonido al usarse con otros tubos afinados. Por ejemplo si un tubo emite aproximadamente un Do central a 256 Hz, y otro a 254 Hz, se oirá una oscilación de 2 pulsaciones por segundo al sonar juntos. Esta "pulsación" resulta de la interferencia de las dos ondas sonoras, que se refuerzan y cancelan alternativamente. Un tipo de registro compuesto en particular, llamado celeste, utiliza intencionalmente tubos desafinados para crear un efecto especial. Por lo general este registro emplea un rango completo de tubos que se afinan ligeramente más agudos, de modo que al tocarlo con un rango similar de tubos afinados, la oscilación del sonido se presenta en todas las notas. En algunos casos, el rango del celeste se afina ligeramente grave, dando un resultado similar.
Para que el registro celeste funcione correctamente, debe emplearse con otro registro de timbre similar. Existirá una ligera diferencia en el tono, creada por alguna modificación en los detalles de construcción, pero la diferencia no debe ser tan grande que resulte en un timbre totalmente distinto. Debido a este requisito de timbres similares, el registro celeste rara vez se utiliza en combinaciones de un gran número de registros, y su uso es algo limitado. Los nombres de las registros de celeste suelen incluir alguna referencia al registro principal con la que se pretenden usar, y en la mayoría de los casos también incluye una palabra que indica su función de celeste. Algunos registros directamente emplean tanto un rango al unísono (afinado) como el rango celeste, y en estos casos, el registro pertenece a una clase especial de registros compuestos en las que no hay rangos con sonido armónico. 
El nombre Celeste, que en francés significa "celestial", se usa ocasionalmente solo en una lista de registros, pero con mayor frecuencia se usa como modificador de otro nombre. Si bien la mayoría de los registros de celeste incluyen la palabra "celeste", no todos lo hacen. Las celestes suelen fabricarse con cuerdas, flautas abiertas o híbridos de cuerdas o flautas, con una amplia variedad de volúmenes. Las celestes de flauta con tapa son muy poco frecuentes, pero se han fabricado a partir de la Quintadena y la Zauberflöte. Si bien los híbridos de diapasón, como el Geigen, se utilizan a menudo para celestes, los diapasones puros casi nunca se utilizan. El único uso conocido de una celeste con diapasón es el Piffaro italiano o Voce Umana, que también es la celeste más antigua conocida, que data del siglo XVI. A veces, una celeste de un solo registro se toca para combinarse con cualquiera de dos registros diferentes en la misma división, como una flauta y una cuerda suave.

## Registros peculiares
Fuera de los registros habituales hechos de tubos de madera o metal, existen unos contados tipos de registros peculiares presente en ciertos órganos, pero no son habituales. Algunos de estos registros no tienen afinación determinada como por ejemplo el Zimbelstern (una rueda de campanas giratorias), y el effet d'orage ("efecto de trueno", un dispositivo que hace sonar simultáneamente los tubos graves más bajos). En la construcción de órganos también se han imitado instrumentos de percusión orquestales estándar, como el tambor, las campanillas, la celesta y el arpa.
Algunos instrumentos emplean algún registro que imita el sonido de los pájaros, el mismo dependiendo del idioma puede llamarse Nightingale (inglés), Rossignol (francés) o Vogelgesang (alemán), cuya traducción al español es "ruiseñor". En la mayoría de los casos, su construcción es diferente a los registros habituales. En este caso peculiar, el registro consiste en dos o más tubos metálicos pequeños separados por una tercera mayor o menor y que se soplan sucesivamente, cuyos extremos están sumergidos en un recipiente con agua o un aceite de baja densidad. La clase de registro de los pequeños tubos para lograr tal efecto suele ser del tipo Zimbel o Flageolet muy agudos, de unos pocos centímetros de longitud. Existen indicios de la existencia de estos registros que emulan el sonido de los pájaros desde 1450, y se encuentran en instrumentos fabricados principalmente entre los siglos XVI y XVII en toda Europa, y hasta mediados del siglo XIX en algunas partes de España, Italia y el sur de Alemania.
Algo más habitual de ver, aunque tampoco esta presente en muchos instrumentos, son los registros de percusión, más usuales en los órganos de "teatro", muy comunes en Estados Unidos. Ciertos registros de percusión están afinados, otros en cambio no. Existe un registro de campanas que consta en una serie de tales instrumentos afinadas que son golpeadas por unos pequeños martillos. Otro registro de percusión que esta afinado son los "glockenspiels", esta constituido de una serie de barras de metal. Algunos tienen resonadores. Son también golpeadas por un pequeño martillo, cada barra suena dos octavas más alta que la música escrita, de ahí el sonido "tintineante". Las campanas de orquesta se suelen confundir con las del tipo "glockenspiel". En algunos órganos, las campanas de orquesta tienen la opción de ser tocadas repetidamente (acción conocida como "reiteración"), cuando se mantiene presionada la nota en el teclado de la consola. Los registros del glockenspiel, por otro lado, generalmente no cuentan con tal característica. Un registro “vibráfono” es también del tipo percusión afinado. Está hecho con barras y resonadores de metal y generalmente tiene un compás de tres octavas ubicado en el medio del rango del teclado del piano (más bajo que las campanas). El instrumento suena exactamente en el punto de la música escrita. El sonido da como resultado un eco que a veces es demasiado largo. En cambio el registro “xilófono” está hecho por barras de madera. El compás de notas suele ser de 3 ½ octavas, más alto en el teclado del piano que el vibráfono, pero más bajo que el "glockenspiel". Los xilófonos producen un sonido una octava más alto que la música escrita. Los resonadores de tubo de metal debajo de las barras son generalmente bastante cortos. El tono tiene una quinta dominante que lo distingue de las otras percusiones afinadas. Algunos órganos ofrecen una opción de reiteración en sus xilófonos. Las percusiones afinadas incluyen también Carillon, Celesta, Chimes, Chrysoglott, Cloches, Arpa y Marimba, entre otros.
Existen varios registros de percusión no afinados, tales como Bass Drum, Castanets, Crash Cymbal, Cymbal, Rain, Wind, Tambourine, Sleigh Bells o Triangle, entre muchos otros. Si bien estos registros datan al menos de principios del siglo XVI, en los tiempos modernos se encuentran casi exclusivamente en órganos de teatro, de los cuales son una parte esencial. Por lo general, se construyen a partir del instrumento mismo, con un mecanismo eléctrico o neumático para golpear el instrumento. Cuando aparecen como un registro, suenan igual en cada nota del teclado. También pueden ser accionados por un pistón especial.
Un caso peculiar es también un registro a modo de "chiste" llamado "Raushwerk" presente en la Catedral de Ratzeburg, en Alemania. No es un registro es sonoro en sí, ya que al tirar del mismo, se descubre un pequeño armario con una botella de aguardiente y algunos vasos.

## Registración
Los tubos de labio, que no son mutaciones ni mixturas, y que suelen tener una altura de 16', 8' o 4', se utilizan para producir el sonido base del órgano. Se denominan registros Found. Una forma importante de modificar el timbre de un tubo de órgano es cambiar la relación entre la longitud y el diámetro del resonador. Este parámetro se denomina escala del tubo. En el período clásico, la registración era sencilla, se evitaba usar más de un registro por nivel de altura, por citar un ejemplo, no se usaba un registro principal de 4' junto con un registro de 4' de flauta.
Los registros de lengüeta con una longitud de resonador "normal" (igual que los tubos de lengüeta correspondientes) se usan con mutaciones de flauta (generalmente la corneta compuesta, que suena solo en la mitad superior del teclado). Esto proporciona un mayor equilibrio al resultado. El sonido, muy brillante, constituye el Grand-jeu.